# Deck of Ashes
Deck of Ashes — коллекционная карточная игра с roguelike-элементами в стиле тёмного фэнтези, разработанная российской командой AYGames и издаваемая компанией «Бука». В 2019 году игра вышла в раннем доступе Steam. Выход игры из раннего доступа состоялся 9 июня 2020 на Windows и macOS.
В Deck of Ashes игрок должен взять под контроль одного из четырех персонажей и пройти через несколько уровней, генерируемых случайным образом, сражаясь с врагами и боссами и собирая необходимые ресурсы. Битвы происходят посредством коллекционной карточной боевой системы, в которой использованные карты сгорают и могут быть восстановлены в обмен на очки здоровья. Игрок может получать новые карты в качестве награды после сражений или создавая их из рецептов при помощи ресурсов.

## Геймплей
Deck of Ashes — это комбинация roguelike и ККИ. В начале прохождения игрок выбирает одного из четырех персонажей, у каждого из которых своя сюжетная линия, стартовое значение очков здоровья и индивидуальная изначальная колода карт с базовыми атакующими и защитными картами. Цель сюжетного режима — пройти через несколько локаций, по которым можно свободно перемещаться и на которых могут встречаться монстры, ресурсы, подземелья и лагерь игрока. В лагере можно восстановить очки здоровья и карты, улучшить имеющиеся карты и создать новые, а также купить полезные предметы и улучшения для персонажей. Каждое действие игрока занимает время. После окончания отведенного времени начинается битва с боссом.
Битвы проходят в пошаговом режиме. В начале боя игрок получает несколько карт и очков энергии. Игрок может сыграть любую комбинацию карт, если ему на это хватает энергии. После того, как карта была сыграна, она сгорает и отправляется в Колоду Пепла. Восстановить карты можно в битве за небольшое количество очков здоровья, после битвы за очки энергии или в Лагере. Карты делятся на атакующие, защитные и на повышающие или понижающие характеристики персонажей. Действия карт могут отличаться в зависимости выбранного персонажа. Каждый противник отображает, какое действие он сделает в свой следующий ход: атака на определённое количество урона, защита или использование заклинания, улучшающего его характеристики.
На всех уровнях сложности, кроме лёгкого, если здоровье игрока доходит до нуля, игра заканчивается. Если игрок побеждает в бою, он получает золото, пепел и возможность получить одну из предложенных карт в свою колоду. Также после боя могут быть получены дополнительные предметы, которые дают временное повышение характеристик персонажа, дополнительные очки здоровья или энергии и другое.

## Разработка
Deck of Ashes была анонсирована в феврале 2019 года и вышла в раннем доступе Steam 11 апреля 2019 года. На момент появления в раннем доступе был доступен только один персонаж, более 100 карт, более 50 монстров и четыре главы сюжета. В полной версии игры доступно 4 персонажа со своими сюжетными линиями и уникальными наборами карт, играбельный эпилог, новый класс монстров, новый играбельный режим и новые типы карт.